# Metropolis Apartments
Le Metropolis Apartments est un gratte-ciel néo-zélandais résidentiel de 155 mètres de hauteur construit à Auckland en 1999. C'est en 2023 l'un des cinq plus haut gratte-ciel de la Nouvelle-Zélande.
L'immeuble abrite 370 logements et la hauteur du toit est de 138 m.
L'immeuble a été conçu par l'agence d'architecture Peddle Thorp Aitken Ltd.